# Szlifierz
Szlifierz – zawód związany z obróbką ubytkową różnorodnych materiałów. Szlifowanie polega na usunięciu materiału poprzez szlifowanie w celu uzyskania założonych wymiarów lub kształtu. Szlifierz posługuje się narzędziami (tarcze ścierne) lub proszkami ściernymi. Często jako obróbka wykańczająca stosowane jest polerowanie.

## Tytuły zawodowe
- Szlifierz ceramiki
- Szlifierz kamieni szlachetnych i ozdobnych
- Szlifierz kamienia
- Szlifierz materiałów drzewnych
- Szlifierz metali
- Szlifierz narzędzi
- Szlifierz ostrzarz
- Szlifierz polerowacz szkła (maszynowy)
- Szlifierz polerowacz szkła optycznego
- Szlifierz polerowacz wyrobów artystycznych
- Szlifierz szkła gospodarczego i technicznego
- Szlifierz szkła płaskiego